# Kolbs læringscyklus
Kolbs Læringscyklus (også kendt som Kolbs læringscirkel) er en metode til at forstå de processer, der ligger til grund for læring. Amerikaneren David A. Kolb har inddelt denne proces i fire faser: erfaring, eftertænksomhed, begrebsdannelse og eksperiment. 
Læringscirklen er et element i Kolbs generelle teoridannelse vedrørende læring: Erfaringsbaserede læringssystemer (Experience Based Learning Systems).

## Inspiration
I udviklingen af læringscirkelen er Kolb blevet inspireret af dem han selv kalder ”de fremmeste intellektuelle stamfædre til teori om erfaringslæring”. Det er den amerikanske filosof og pædagog John Dewey, den tysk-amerikanske gestaltpsykolog Kurt Lewin og den schweiziske biolog og erkendelsesteoretiker Jean Piaget. Kolb finder at alle tre har fokus på erfaringslære som en proces med fire faser og udvikler derved læringscirklen.   

## De fire faser
- Erfaring: Man opstiller sit forsøg, mens man erfarer og iagttager hvad der sker. Man får derigennem en konkret oplevelse.
- Eftertænksomhed: Når man har fået sine erfaringer, kan man begynde at reflektere over sine observationer og finde ud af hvad der skete og hvorfor. Man forsøger at forstå, hvad der skete så præcist som muligt.
- Begrebsdannelse: I tredje fase, den begrebsdannende fase, forsøger man at skabe en teori på baggrund af ens konkrete erfaringer.
- Eksperiment: Når man har gennemgået de tre forrige faser, er man ifølge Kolb klar til at opstille sit eget forsøg, hvorefter læringscirklen starter forfra i en cyklus.

Kolb mener, at man må gennemgå hvert enkelt af disse fire stadier for at kunne komme til det næste. Denne idé ses illustreret i figur 1.

## Eksternt link
- Experience Based Learning Systems Arkiveret 25. oktober 2005 hos  Wayback Machine (engelsk).